# Antonia Eleonore Hölzel
Antonia Eleonore Hölzel (* 7. Mai 1992 in München) ist eine deutsche Schauspielerin und Performerin.

## Leben
Antonia Eleonore Hölzel wurde als drittes von sechs Kindern in München geboren und wuchs am Ammersee in Oberbayern auf. Erste Schauspielerfahrungen sammelte sie in der Schulzeit und in Paris, wo sie nach dem Abitur 2011/12 in der Künstlerinnenkolonie „La Ruche“ lebte, Improvisationstheater spielte und als Betreuerin für zwei Kinder tätig war.
2012/13 war sie Teil des Projekts TheaterTotal in Bochum und lernte von Tänzern des Pina-Bausch-Ensembles. Gemeinsam entwickelten sie eine Performance im Tanzhaus NRW in Kooperation mit Kindern und Jugendlichen der Alfred-Herrhausen-Schule Düsseldorf, gefördert von der Ilselore-Luckow-Stiftung. Anschließend erarbeiteten sie die Inszenierung Faust I in der Regie von Barbara Wollrath-Kramer und veranstalteten eine Tour durch Deutschland und die Schweiz.
Ab 2014 studierte Hölzel Schauspiel an der Zürcher Hochschule der Künste. Sie arbeitete während des Studiums am Theater Neumarkt Zürich sowie am Südpol Luzern.
Während des Studiums wurde sie an das Staatstheater Hannover engagiert. Dort arbeitete sie unter der Regie von Brit Bartkowiak, Alexander Eisenach, Tom Kühnel, Lars-Ole Walburg und Clara Weyde. Neben ihrer Tätigkeit als angestellte Schauspielerin 2017 bis 2019, entwickelte Hölzel auch eigene Lesungen und Projekte, wie zum Beispiel DAG, gemeinsam mit dem Schauspieler und Regisseur Mathias Max Herrmann oder She's Got the Whole World in Her Hands.
Während der Pandemie 2020 gründete Hölzel das Theaterkollektiv UTE RUSS zusammen mit der Regisseurin Annika Schäfer, der Autorin und Dramatikerin Sina Ahlers und der  Bühnenbildnerin Natascha Leonie Simons. 2021 erarbeitete sie mit dem ELLE Kollektiv den Theaterabend Das Meditier am und auf dem Ammersee in Bayern.
Hölzels künstlerisches Recherchevorhaben In anderen Umständen: Part 0 wurde 2022 vom Fonds für Darstellende Künste im Rahmen von #takeheart gefördert. Dabei verbrachte sie eine Residenz mit ihrem Kollektiv UTE RUSS auf Kampnagel in Hamburg und in Zürich. 2023 war UTE RUSS Teil der Leseplatte am Staatstheater Kassel.
Hölzel ist Mitglied im Dachverband für freie Darstellende Künste Hamburg und im Verein Bühnenmütter e. V.
Seit 2024 arbeitet sie auch im Film und Fernsehen als Schauspielerin.

## Theater (Auswahl)
- 2010: Apfelblüten von Martin Umbach, Hauptrolle, Regie: Martin Umbach
- 2013: Faust eins von Johann Wolfgang von Goethe, Hauptrolle, Regie: Barbara Wollrath-Kramer | TheaterTotal
- 2014: Medea, Hauptrolle, Regie: Annika Schäfer | Theater im Kino Berlin, Ballhaus Ost
- 2016: Von Mäusen und Menschen, Hauptrolle, Regie: Marlon Tarnow | Theater am Neumarkt
- 2021: Das Meditier, Hauptrolle, Regie: ELLE Kollektiv

Staatstheater Hannover
- 2017: Eine Stadt will nach oben 1+2, Hauptrolle, Regie: Alexander Eisenach
- 2017: Eine Stadt will nach oben 3+4, Hauptrolle, Regie: Gordon Kämmerer
- 2018: Ruf der Wildnis, Hauptrolle, Regie: Clara Weyde
- 2018: Qualityland, Hauptrolle, Regie: Malte C. Lachmann
- 2018: Acts of Goodness, Hauptrolle, Regie: Brit Bartkowiak
- 2018: Sams, Hauptrolle, Regie: Tom Kühnel
- 2018: Andorra, Hauptrolle, Regie: Babett Grube
- 2019: Der schwarze Obelisk, Nebenrolle, Regie: Lars-Ole Walburg

## Filmografie
- 2016: Bumtschak, Kurzfilm, Regie: Marlon Tarnow[22]
- 2018: Frankfurter Dramen, Regie: Tobias Lenel (Filmprojekt Studiojahr Schauspiel der Hochschule für Musik und Darstellende Kunst Frankfurt am Main)[23][24]
- 2024: Was wiegt die Liebe (AT), Nebenrolle, ARD-Fernsehfilm, Regie: Christina Adler, Produktion: Pyjama Pictures